# 安德烈山
安德烈山（英語：Mons André）是位于月球背面金陨石坑（King）内的一座山丘（连同其他的迪利普山、阿尔达希尔山、迪特山、加瑙山一起）。
它是位于陨石坑中央的一座山丘，底部直径大约10公里，高度7000米，中心月面坐标为南纬5.2°、东经120.6°。1976年以法国男性名安德烈（André）命名。